# Solstenen

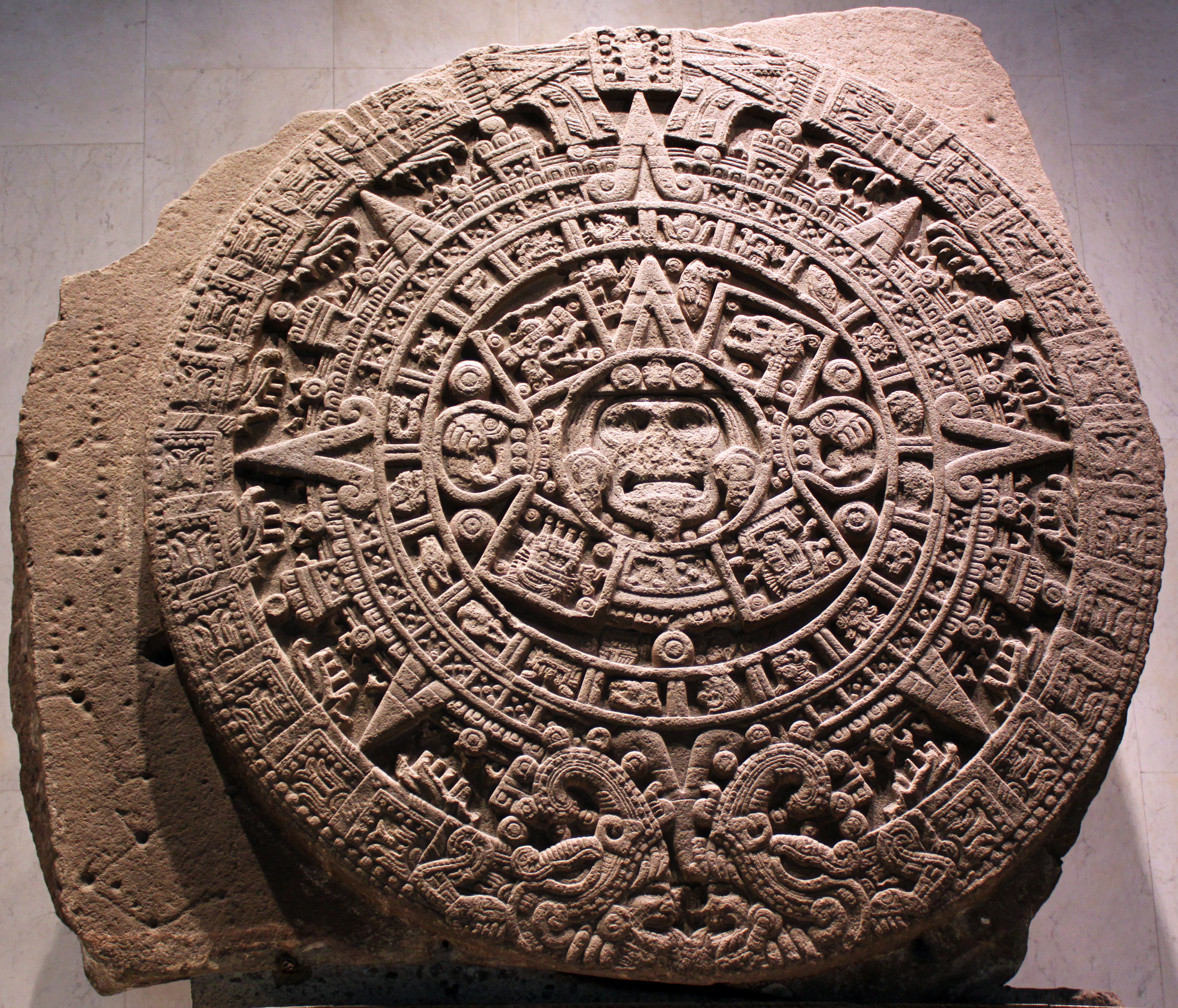
Originalstenen på Mexikos nationalmuseum för antropologi och historia

Solstenen (spanska: Piedra del Sol) är en stor monolitisk skulptur som grävdes fram 17 december 1790 på Zócalo, det centrala torget i Mexico City.
Stenen är i basalt och är omkring 3,5 meter i diameter, 1,22 meter tjock och väger omkring 24 ton. Stenen kastades av spanjorerna i ruinerna av en stad de jämnade med marken, men skattjägare grävde upp den 1790.
Stenen kallas ofta Den aztekiska kalenderstenen men är ett symboliskt porträtt av de fyra katastroferna som ledde till att de fyra tidigare världarna i aztekisk kosmologi upphörde att existera. Det finns även hieroglyfer och piktogram som visar hur aztekerna mätte tiden. Solstenen var i första hand en religiös och kosmologisk artefakt.

## Beskrivning av Solstenen
Aztekerna trodde att fyra tidigare världar existerat och att Solstenen skildrar var och en av dessa. Med anledning av det tillägnades Solstenen solguden Tonatiuh, som antogs vara den femte solguden, för att förhindra ytterligare katastrofer och jordens undergång samt genom att regelbundet ge offergåvor.

### Centrum
Centrum på Solstenen antas vara solguden Tonatiuh. Tungan på figuren i mitten är en offerkniv, medan de öronformade kartuscherna på båda sidor om ansiktet skildrar klor som håller människohjärtan i syfte att offra.
De fyra fyrkanterna runt guden i mitten står för de fyra elementen. Den övre högra kartuschen skildrar jord, den övre vänstra skildrar vind. Den nedre vänstra skildrar eld och den nedre högra skildrar vatten. De fyra elementen var gudar som enligt aztekisk tro hade förstört de tidigare världarna.

### De 20 dagarna
Längre ut från mitten finns en cirkel med 20 fyrkanter där varje fyrkant namnger en av de 20 dagarna i en aztekisk månad.

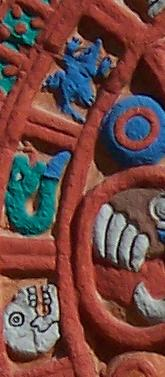
Död, orm, ödla
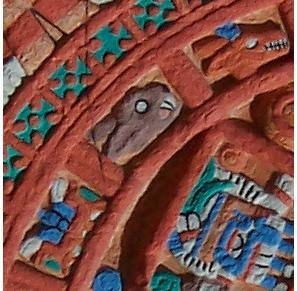
Vatten, kanin, hjort
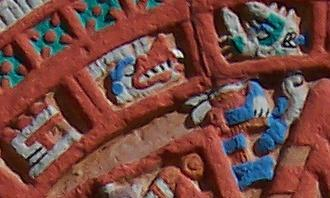
Hus, vind, kajman eller alligator
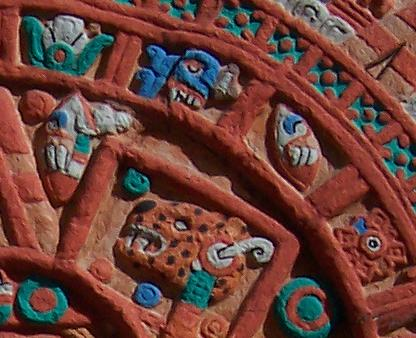
Blomma, regn, flinta, rörelse
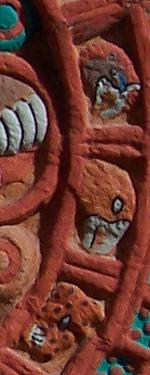
Gam, örn, jaguar
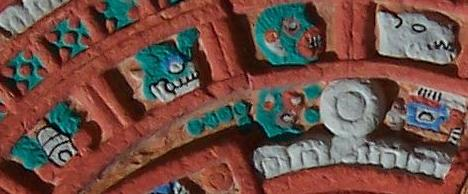
Vassrör, gräs, apa, hund

### Solstrålar
Nästa koncentriska cirkel består av flera fyrkantiga sektioner där varje sektion består av punkter och som troligen representerar femdagarsveckor. Det finns även 8 vinklar som delar stenen i 8 delar. Dessa antas skildra solstrålar placerade efter väderstreck.

### Ormarna
Två ormar omslingrar stenen. Deras huvuden möts i den nedre delen och deras svansar möts högst upp i cirkeln.